# Okker
Okker (af oldgræsk: ὠχρός, ochrós, ”bleggul” eller ”gusten”) er oprindeligt den fælles betegnelse for naturligt forekommende gule, brunlige og røde jordarter, der findes som sedimentære aflejringer. Det er en naturligt forekommende jernforbindelse og har været brugt siden hulemaleriernes tid som rødt, brunt eller gult farvestof. Det regnes for at være et fuldkommen ugiftigt pigment, som stadig blandes i hvidtekalk eller anden facademaling. Mange bygninger i Middelhavslandene og hele beboelsesområder i det sydlige Californien er prægede af okkerpigmenternes røde og gyldne farvetoner. Det er et meget almindeligt og prisbilligt farvestof.

## Sammensætning
Okker består overvejende af ler, dvs. meget findelte partikler af forvitrede bjergarter, først og fremmest, mineralet pyrit. Pyrit består af jern og svovl (FeS2) og findes i jordbunden, hvor det kan ligge uforandret i flere tusinde år. Hvis pyritten kommer i kontakt med ilt, spaltes den til ferrojern og svovl, og der dannes rødt okker (Fe2O3). Det røde okker kan binde vandmolekyler til sig, hvorved farven ændres til gul. Omvendt vil gul okker ved opvarmning (så vandet fordamper) farves rødt. Den farvende bestanddel i de gule okkere er goethit, limonit eller andre hydroxylholdige jernmineraler, mens de røde okkere overvejende har deres farve fra hæmatit. Jernmineralerne udgør typisk kun 10-20 % af okkeren.

## Produktion
Traditionelt er okker indvundet fra åbne brud i de øvre jordlag. I Siena i Italien og Rousillon i Frankrig findes nogle af de største, kommercielt udnyttede forekomster. I Danmark har der ved lokaliteten Løvskal ved Randers ind til midten af 1900-tallet været gravet okker.
De vigtigste forekomster og kilder har vundet indpas som navngivne pigmenter i maletraditionen, fx Terra di Siena, Terra di Puozzola, persisk rødt og Løvskal-okker.
Forarbejdningen af den udgravede okker består i en finknusning af materialet, efterfulgt af en slæmning: Det knuste materiale opblandes i en stor mængde vand, hvorfra planterester og andre urenheder kan fjernes ved skumning og sining. Ved henstand synker først grus og andre større partikler til bunds, mens de finkornede okkerpartikler forbliver svævende i vandet og således kan adskilles ved dekantering. Ved gentagen henstand og dekantering (såkaldt fraktionering) sker en udskilning af stadigt finere partikler, der til sidst tørres og efterknuses til det færdige okkerpulver.
Ved en glødning og udbrænding af krystalvand ændres gul okker til rød, såkaldt brændt okker. Traditionelt skelnes der således mellem ”rå” og
”brændt” okker (eller fx ”rå Siena” og ”brændt Siena”).
I moderne tid er naturlig okker for en stor dels vedkommende erstattet af syntetisk fremstillede jernoxider under navne som marsgul og jernoxidrød.
- Vogn til transport af okker.
- Vægt til brug ved afvejning af mineraler.
- Stencil til at mærke destinationen på tønder med okker.
- Tønde med okker.
- Bassin til dekantering.
- Ovn til brænding af okkeret.
- Mølle til knusning til pulver.
- Maskine til sining af okkerpulveret.
- Pakkerum.

## Brug
Okkerfarver har i årtusinder været blandt de mest udbredte og anvendte pigmenter i alle civilisationer.

### Grave
I europæisk sammenhæng ses rød okker anvendt som strøelse over gravlæggelser i Neanderthal- og Cro Magnon-kulturerne. I Danmark er fundet en lignende anvendelse i en omkring 5.000 år gammel grav fra ældre stenalder.

### Billedekunst
Billedkunstnerisk brug af okkerfarver ses først i hulemalerier i Sydfrankrig og Nordspanien. Et eksempel er de 15.000-17.000 år gamle malerier i de franske Lascaux-huler, hvor motiverne er udført direkte på stenen. I det sydvestlige Tyrkiet er udgravet 8.000-9.000 år gamle, lerklinede stenalderbebyggelser. Facadedekorationer herfra repræsenterer den første, kendte, brug af okker på en menneskeskabt, præpareret bund.

## Bygningshåndværk
I bygningshåndværket har okkerfarvet grus i visse områder været anvendt som tilslag (tilsætning) i mørtler og således i Sydeuropa præget hele landsbyers farver. Fra middelalderen frem til omkring 1950 var kalkfarve den dominerende malingstype ved facademaling. Traditionelt har jordfarverne, de gule og rødlige samt gråt og hvidt domineret. I Danmark ses fra ældre tid karakteristiske indslag af okker i form af gule eller røde kalkninger af kirker og herregårde. 1700-tallets mode foreskrev gule facader, da farven mindede om sandsten.Her blev okkerpigmentering populær, selvom okkerfarvepulver ikke ligefrem var billigt. Det var derfor også normalt med bygninger, hvor alene gadefacaden var okkerpigmenteret. Også i nutidig arkitektur vinder farvede mørtler frem.
Linoliemaling slog igennem i 1700-tallet i byerne, hovedsagligt til træværk og træmøbler, men også til puds, gips, tapeter og smedejern. Også her anvendtes okker som farvepigment.

### Skagensgul
I Skagen blev husene traditionelt set kalket hvert år til pinse med en blanding af kalk og okker. På grund af Skagens isolerede beliggenhed lagerførte man okker i store partier. Et år fik en af købmændene ved en fejltagelse leveret en fransk guld-okker, der giver en dybere gul farve. Man siger, at begrebet ”skagengul” stammer fra denne fejlleverance, men det er ikke dokumenteret.[kilde mangler]

### Nybodergul
I 1800-tallet blev det almindeligt at farvesætte kalken med jernvitriol, hvilket er billigere end okker. Afhængigt af blandingsforhold giver det en farveskala fra lys gul til mørk orangegul. Nyboder at kalket med en jernvitriolblanding, og således ikke okker, og fik sin velkendte gule farve i 1860'erne af arkitekt og kongelig bygningsinspektør Ferdinand Meldahl.

## Okkerforurening

### Forsuring
Ved sænkning af grundvandstanden kommer der ilt ned til jordens indhold af pyrit, hvorved svovl og jern skilles og strømmer ud med drænvandet. Vandet kan blive meget surt, fordi svovlet ofte ender som svovlsyre. Jernet føres ud som usynligt, opløst jern (ferrojern), så længe vandet fortsat er surt. Både det sure vand og det opløste jern er giftigt for fisk og smådyr.
Hvis ferrojernet yderligere iltes, bliver det til rustrødt ferrijern (okker). Okker gør mange af vore vandløb, søer og visse lavvandede fjorde røde og ødelægger livsbetingelserne for fisk og smådyr. Den røde okker er ikke giftig, men det lægger sig som et lag på vandløbets bund og på de planter, der vokser i vandet. Derved hæmmes fotosyntesen. Okkeren kan også lægge sig som et lag på fisk og smådyrs gæller, hvorved deres iltoptagelse hæmmes.

### Menneskeskabt problem
Okker kommer fra diffuse kilder eller fladekilder fra marker, dræn eller grøfter, dette ses ofte på hedesletter. At okkeren kommer ud i vores vandløb er ofte et menneskeskabt problem, da vi omlægger vores vandløb for landbrugets skyld. Når vi gør dette, bliver områderne med den ellers isolerede okker i jorden iltet og løber med vandet ud i vandløbene om vinteren. De fleste vandløb blev omlagt i Danmark i 1800-tallet, da Danmark ved landindvinding blev et effektivt landbrugsland. Vandløbene er naturligt snoede, men mange steder har man rettet dem ud og gravet dem dybere for lettere at dræne de omkringliggende enge, så de kunne dyrkes med korn.

### Vandrensning
Rensning for okker sker ved iltning af vandet, hvor vandet løber ned over grove grusmaterialer under fri adgang til luft. Sammen med jernforbindelserne udfældes der nogle manganforbindelser, men ofte går det ikke så hurtigt, og der kræves noget mere ilt. Findes manganforbindelserne som sulfater eller i vand med pH under 7, kan man have vanskeligheder med at få udfældet manganet, og det kan være nødvendigt at gribe til mere krævende metoder. En af de almindeligste består i at hæve pH ved tilsætning af kalk.
Okker kan også reduceres ved filtrering på 0,5 µm.

### Projektet ved Ravsted
Hvirlå er et af de mest okkerbelastede vandløb i Sønderjylland og er derfor et af de højst prioriterede vandløb i Sønderjyllands okkerbehandlingsplan. I 1993-1994 etablerede Sønderjyllands Amt to okkerfældningssøer i den øvre del af Hvirlå-systemet. Okkersøerne har bevirket en væsentlig reduktion i okkerbelastningen og følgelig en bedret vandløbskvalitet. Hvirlå er dog stadig den største enkeltkilde til okker belastning i Vidåen.
Hvirlå er hele året meget belastet med okker. Belastningen er kraftigst i vinterhalvåret, hvor den største udvaskning og transport af okker sker. Efter indsatsen med de to andre etablerede okker-søer viser prøver, at okkerbelastningen nedstrøms søerne er blevet reduceret med 30-60 %. Projektet med okkervintersøen i år 2001 indebærer, at der etableres et stemmeværk i Hvirlå, således at vandstanden inden for projektarealet kan hæves i vinterhalvåret.
I forbindelse med stemmeværket blev der etableret et omløbsstryg for at sikre fisk og smådyr fri passage uden om stemmeværket. Der blev også anlagt en mindre jordvold for at beskytte de nedstrømsliggende arealer. Vintersøområdet varierer mellem 4 og 18 hektar i udstrækning, afhængig af nedbørsmængden og opstemningshøjden.
Målet er at reducere okkerbelastningen yderligere i Hvirlå.
Der er endnu (2013) ingen omløbsstryg ved stemmeværket.